# Gracia Baptista
Gracia Baptista (fl. 1557?) fue una compositora y monja española o portuguesa que vivió en Ávilay fue la primera compositora en el mundo cuya obra ha sido imprimida en un libreto. 
Su composición sobre el Conditor alme, publicada en 1557 en el Libro de cifra nueva para tecla, arpa y vihuela de Luis Venegas de Henestrosa, es la obra con teclado más antigua compuesta por una mujer española o portuguesa (y, probablemente, la única publicada que se conserva anterior al siglo XVIII), además de la primera composición de una mujer publicada en Europa. Se trata de una obra para voz con acompañamiento de órgano o clave que ha sido grabada en varias ocasiones.